# ISO 3166-2:SV

Carte des divisions administratives du Salvador

ISO 3166-2:SV est un standard ISO définissant les codes géographiques régionaux pour le Salvador.

## Codes
| code  | Subdivision  |
| ----- | ------------ |
| SV-AH | Ahuachapán   |
| SV-CA | Cabañas      |
| SV-CH | Chalatenango |
| SV-CU | Cuscatlán    |
| SV-LI | La Libertad  |
| SV-MO | Morazán      |
| SV-PA | La Paz       |
| SV-SA | Santa Ana    |
| SV-SM | San Miguel   |
| SV-SO | Sonsonate    |
| SV-SS | San Salvador |
| SV-SV | San Vicente  |
| SV-UN | La Unión     |
| SV-US | Usulután     |